# Peristylus nymanianus
Peristylus nymanianus är en orkidéart som beskrevs av Friedrich Fritz Wilhelm Ludwig Kraenzlin. Peristylus nymanianus ingår i släktet Peristylus och familjen orkidéer. Inga underarter finns listade i Catalogue of Life.